# Dagfinn Aarskog (Mediziner)
Dagfinn Aarskog (* 10. Dezember 1928 in Ålesund; † 27. Mai 2014 in Bergen) war ein norwegischer Pädiater und Humangenetiker. Nach ihm ist das Aarskog-Syndrom benannt.

## Leben
Dagfinn Aarskog studierte Medizin an den Universitäten von Oslo und Bergen und graduierte 1956 in Bergen. Seine Laufbahn in der Pädiatrie begann er in der Kinderklinik Haukeland Sykehus in Bergen, wo er 1965 den Doktortitel erwarb. Die Jahre 1964 und 1965 arbeitete er als wissenschaftlicher Mitarbeiter am Johns Hopkins Hospital in Baltimore.
1964 approbierte er als Facharzt für Kinderkrankheiten und 1974 für medizinische Genetik. 1971 wurde er Professor und von 1985 bis 1988 war er Vorsitzender der medizinischen Fakultät in Bergen.
Er war Präsident der Europäischen Gesellschaft für pädiatrische Endokrinologie, 1990 Ehrenmitglied bei der finnischen Vereinigung der Kinderärzte (Barnläkareföreningen) und 1991 bei der Deutschen Gesellschaft für Kinderheilkunde. 1992 wurde er zum Ritter des Sankt-Olav-Ordens geschlagen.
Er forschte in den Bereichen der perinatalen Endokrinologie, des Kalzium-Metabolismus, der menschlichen Entwicklung und Fehlentwicklung sowie Zytogenetik. In diesen Bereichen veröffentlichte er mehr als 250 Arbeiten.